# Luis Felipe Gruber
Luís Felipe Gruber (Santa Rosa, 16 de maio de 1985), também conhecido como Gruber, é um jogador de basquete brasileiro com passaporte italiano.
Gruber começou a jogar basquete no Grêmio Náutico União, de Porto Alegre, e em 2003, aos 17 anos se mudou para a Europa. Atuou por sete anos na Península Ibérica, onde defendeu seis equipes: Lucetum Alicante (temporadas 03/04 e 04/05), Pamesa Cerámica Castellón (05/06), CIBO Lliria (06/07), Cáceres 2016 Basket (07/08), Autocid Ford Burgos (08/09) e La Palma. 
 Voltou ao Brasil em 2010 para jogar no Araldite/Univille, em Joinville.